# Бжезьно (гміна Щецинек)
Бжезьно (пол. Brzeźno) — село в Польщі, у гміні Щецинек Щецинецького повіту Західнопоморського воєводства.
Населення — 38 осіб (2011).

## Демографія
Демографічна структура станом на 31 березня 2011 року:
|          | Загалом | Допрацездатний вік | Працездатний вік | Постпрацездатний вік |
| -------- | ------- | ------------------ | ---------------- | -------------------- |
| Чоловіки | 18      | 2                  | 13               | 3                    |
| Жінки    | 20      | 5                  | 10               | 5                    |
| Разом    | 38      | 7                  | 23               | 8                    |